# Maigret tend un piège (téléfilm, 2016)
Maigret tend un piège (Maigret Sets a Trap) est un téléfilm britannique réalisé par Ashley Pearce en 2016, premier épisode de la mini-série Maigret, diffusée par la chaîne ITV à partir de 2016.

## Synopsis
Depuis le début de l'été durant la période des années 1950, la psychose règne dans les rues de Montmartre, à Paris. Cinq femmes, correspondant à un même type physique, ont été assassinées selon le même procédé, ce qui intrigue Maigret. À l'écoute des théories du Pr Tissot, un psychiatre de l'hôpital Sainte-Anne, l'enquêteur imagine un plan pour débusquer le tueur en série. Maigret va organiser le simulacre d'une arrestation afin de pousser le psychopathe à se manifester de nouveau. En résumé, il tend un piège au tueur.

## Anachronisme
- On voit un exemplaire du journal Le Monde avec une photographie en première page, alors qu'à cette époque, il n'y avait aucune photographie dans ce périodique.
- À la fin de l'épisode, on peut voir un monsieur âgé avec un petit garçon lire un album  des aventures de Tintin, Le Trésor de Rackham le Rouge, 1944. On distingue sur la quatrième de couverture qu'il y a 22 albums. Or, en 1955, seulement 17 albums avaient déjà été édités. Par exemple, en partant de la gauche de la couverture de dos, le deuxième album est « Tintin au Tibet », pourtant celui-ci n'est paru qu'en 1960. De plus, cette présentation des couvertures d'albums en miniature en quatrième de couverture n'est apparue qu'en 1976 avec l'album "Tintin et les Picaros". Dans les années 50, il s'agissait d'un dessin de Hergé représentant ses divers personnages dont Tintin indiquant sur une pancarte les titres des albums parus.
- Les « carottes » des buralistes n'étaient pas en plastique, donc pas lumineuses[réf. nécessaire].

## Fiche technique
- Scénario : Stewart Harcourt (d'après le roman de Georges Simenon : Maigret tend un piège)
- Musique : Samuel Sim
- Pays :  Angleterre
- Durée : 87 minutes
- Réalisation : 2016
- Sortie : 28 mars 2016 (en Angleterre sur  ITV)
 19 février 2017 (en France sur France 3)

## Distribution
- Rowan Atkinson : le commissaire Maigret
- Lucy Cohu : Madame Maigret
- David Dawson : Marcel Moncin
- Fiona Shaw : Madame Moncin
- Leo Staar : l'inspecteur Lapointe
- Shaun Dingwall : l'inspecteur Janvier
- Colin Mace : l'inspecteur Lognon

## Tournage
Ce sont quelques rues de Budapest, capitale de la Hongrie qui servent de décors pour les prises de vue extérieures, des photographies géantes de vues parisiennes qui sont collées aux vitres des intérieurs donnent l'illusion d'être à Paris, on voit à un moment l'acteur jouant Maigret filmé sur le quai inférieur des Grands-Augustins de Paris, en face du quai des Orfèvres.

## Autour du téléfilm
D'autres téléfilms avec Rowan Atkinson dans le rôle du commissaire Maigret sont prévus, un second a déjà été tourné.